# Foz (parroquia)
Foz (llamada oficialmente Santiago de Foz) es una parroquia y una villa española del municipio de Foz, en la provincia de Lugo, Galicia.

## Organización territorial
La parroquia está formada por siete entidades de población, constando cuatro de ellas en el nomenclátor del Instituto Nacional de Estadística español:

### Entidades de población
Entidades de población que forman parte de la parroquia:
- Fondós
- Foz
- Mansín
- Sieiro
- Marzán
- Vilaxuane

### Despoblado
Despoblado que forma parte de la parroquia:
- Castro y Marzán (O Castro)

## Demografía

### Parroquia
| Gráfica de evolución demográfica de Foz (parroquia) entre 2000 y 2019 |
|                                                                       |
| Datos según el nomenclátor publicado por el INE.                      |

### Villa
| Gráfica de evolución demográfica de Foz (villa) entre 2000 y 2019 |
|                                                                   |
| Datos según el nomenclátor publicado por el INE.                  |